# ناتالی باسینگتوایت
ناتالی باسینگثوایت (‎/ˈbæsɪŋθweɪt/‎؛ زاده ۱ سپتامبر ۱۹۷۵) خواننده، بازیگر و شخصیت تلویزیونی استرالیایی است. او که در ولونگونگ، نیو ساوت ولز در ولونگونگ متولد شد، کار خود را در تئاتر موزیکال آغاز کرد.
باسینگثوایت در سال ۲۰۰۳ در سریال استرالیایی همسایگان برای بازی در نقش ایزی هویلند به شهرت رسید که سه بار نامزدی جایزه لوگی را برای او به ارمغان آورد.
ناتالی باسینگثوایت در ۱ سپتامبر ۱۹۷۵ در وولونگونگ، نیو ساوت ولز، از خانواده بتی (متولد حدود ۱۹۵۳) و مایکل باسینگثوایت (AM) (متولد حدوداً ۱۹۵۲) به دنیا آمد.